# Heinrich Hofmann (pintor)
Johann Michael Ferdinand Heinrich Hofmann (Darmstadt, 19 de marzo de 1824 - Dresde, 23 de junio de 1911) fue un pintor alemán activo en la segunda mitad del siglo XIX.

## Biografía
Heinrich Hofmann creció en una familia que albergaba un profundo interés en el arte. Su padre, abogado Heinrich Karl Hofmann (1795-1845) pintaba acuarela y su madre Sophie Hofmann (1798-1854) fue profesora de arte.
Hofmann recibió sus primeras lecciones en el arte desde el grabador de cobre Ernst Rauch, en Darmstadt. Luego, en 1842, entró en la Academia de Arte de Düsseldorf y asistió a las clases de pintura de Theodor Hildebrandt. Más tarde, fue aceptado en el estudio de Wilhelm Von Schadow y allí creó su primera gran pintura: Una escena de la vida de Alboin, rey de los Longobardos. 
Posteriormente, viajó Holanda y Francia a intensificar sus estudios de arte. En 1846, Hofmann, visitó la Academia de Bellas Artes de Amberes. Después de pasar un largo período de tiempo en Múnich regresó a Darmstadt. En 1853, Hofmann volvió a Darmstadt, conmovido por la muerte de su madre, pintó su primera gran obra religiosa «Entierro de Cristo.» 
En el otoño de 1854, inició un viaje a Italia. Su primera parada fue ya en Venecia, y aprovechó el tiempo allí para estudiar Giorgione, Bellini y de Giotto (en la cercana Padua). Tras haber procedido a Florencia - Hofmann donde permaneció durante dos meses - que luego fue a Roma en enero de 1855. La correspondencia completa con su familia y sus informes diario detallado transmitir una impresión de su manera de pintar en ese momento. Estaba profundamente impresionado por la obra de arte de la Antigüedad, el cristianismo y el Renacimiento. 
En 1859 se casó con Elisabeth Werner, de cuyo matrimonio no tuvieron hijos.
En 1862 se trasladaron  a Dresde donde fue designado sucesor del Profesor Johann Carl Baehr de la Academia de Arte de Dresde. En 1872 le concedieron la Gran Medalla de Oro y más tarde recibió la Medalla de Albrecht-el rey Alberto. 
En 1891, la esposa de Hofmann murió y poco después se retiró de la Academia de Arte de Dresde. Fallecería un  23 de junio de 1911. 

## Obras
Cuatro de las obras más famosas de Hofmann se encuentran en la Iglesia Baptista de Riverside de Nueva York: «Imagen de Cristo», «Cristo y el joven rico», «Cristo en Getsemaní» y «Cristo en el templo.» Fue uno de los pintores más importantes de su tiempo, el más influyente pintor alemán contemporáneo.

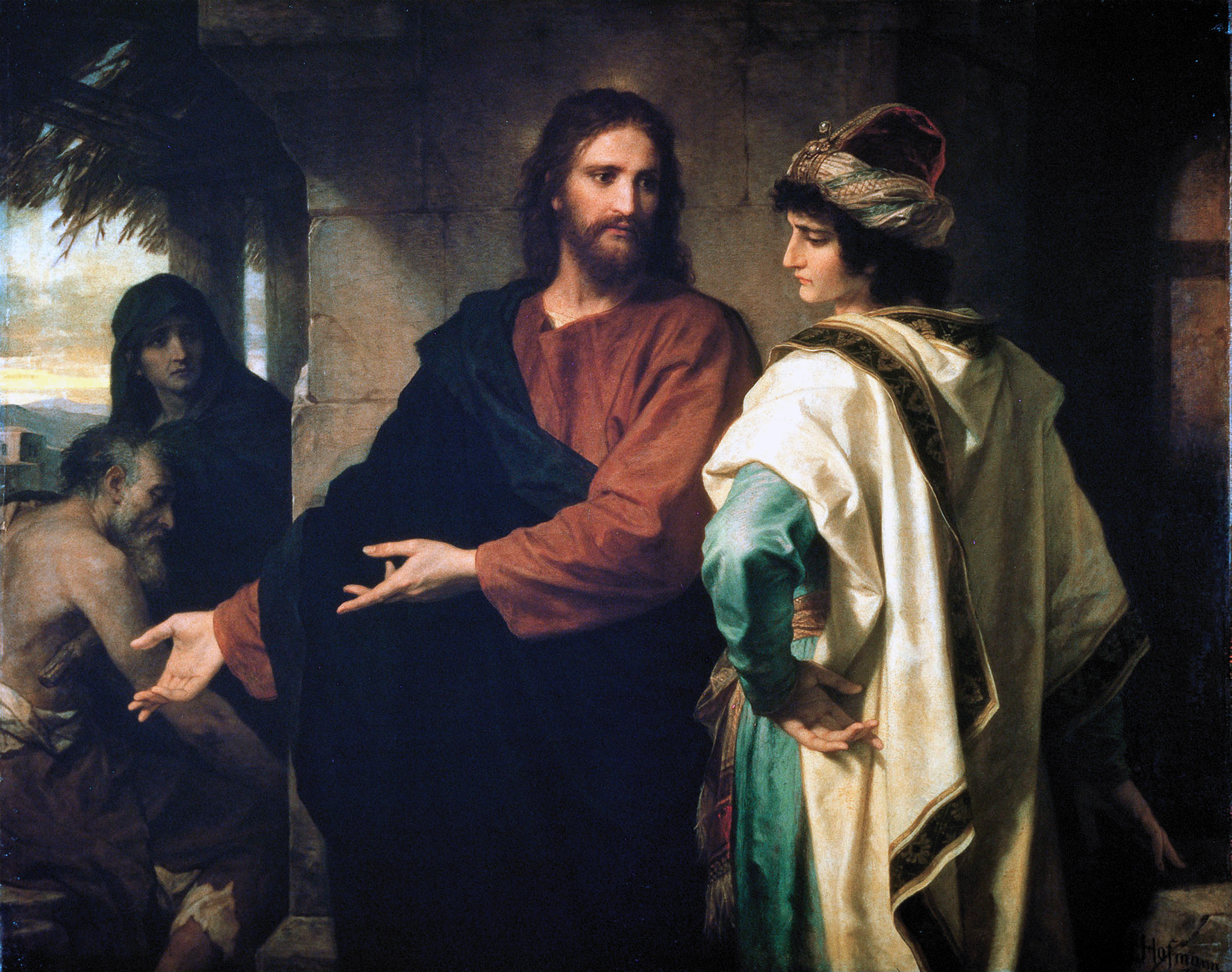
Cristo y el joven rico (1889)

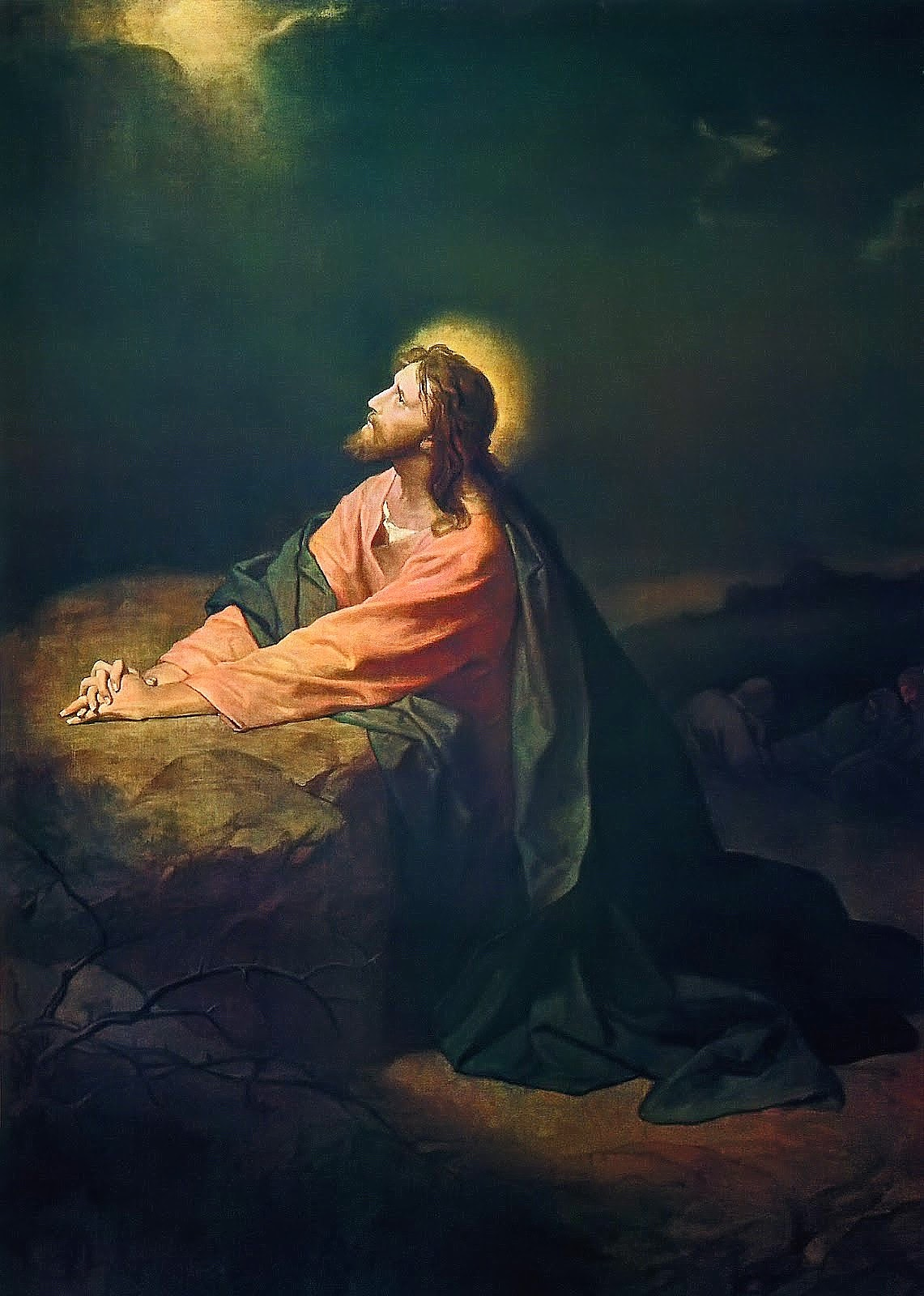
Cristo en el Getsemaní (1890)

Tres de sus cuadros fueron adquiridos por John D. Rockefeller, Jr.: Cristo en el Templo (1871), Cristo y el joven Rich Man (1889), y Cristo en Getsemaní (1890). Estos ahora se muestran en la iglesia Riverside de Nueva York. 
- Escena de la vida de Alboin, rey de los Longobardos, 1845.
- Heinrich von Gagern de 1848, primer retrato, posesión de la familia Gagern.
- Heinrich von Gagern de 1848, segundo retrato, Stadtmuseum Stettin.
- Justus von Liebig, de 1849, propietaria la Reina del Reino Unido.
- Peter von Cornelius, de 1850, Instituto Mathildenhöhe, Darmstadt.
- Entierro de Cristo, de 1854, se desconoce el propietario.
- El arresto de Cristo, 1858, Museo estatal de Hesse, Darmstadt.
- Santa María con el Niño Jesús y los Apóstoles, 1860, retablo de la iglesia de Obermörlen (Hesse).
- Cristo resucitado, 1867, retablo de la iglesia en Vaeggerlose, Dinamarca.
- La mujer adúltera ante Cristo, 1868, Gemäldegalerie Neue Meister, Dresde.
- Dibujos para el Shakespeare Brockhaus-Galerie, 1870.
- Predicación de Cristo en el Mar de Galilea, 1875, destruido en la Segunda Guerra Mundial.
- El compromiso del príncipe Albrecht von Wettin con Zedena von Böhmen, 1878, pintura mural, Albrechtsburg, Meißen.
- Apoteosis de los héroes de la tragedia griega, 1876, Teatro Real, Dresde.
- Jesús en el Templo (original), 1881, Gemäldegalerie Neue Meister, Dresde.
- Jesús en el Templo (copia) 1882, iglesia de Riverside, Nueva York.
- Jesús en el Templo (copia)  1884, Kunsthalle de Hamburgo.
- Remember Me, 1885, dibujos que ilustran la vida de Jesús.
- Venid a mí, 1887, dibujos que ilustran la vida de Jesús.
- Cristo con María y Marta, 1888, propietario privado, Los Ángeles.
- Cristo y el joven rico, de 1889, iglesia de Riverside, Nueva York.
- Cristo en el Getsemaní, de 1890, iglesia de Riverside, Nueva York.
- Paz a vosotros, 1891, dibujos que ilustran la vida de Jesús.
- La imagen del Señor, 1894, la iglesia de Riverside, Nueva York.